# 折枝菝葜
折枝菝葜（学名：Smilax lanceifolia var. elongata）为百合科菝葜属下的一个变种。

## 扩展阅读
- 維基物種上的相關：折枝菝葜